# Mareuil-Caubert
Mareuil-Caubert är en kommun i departementet Somme i regionen Hauts-de-France i norra Frankrike. Kommunen ligger i kantonen Abbeville-Sud som tillhör arrondissementet Abbeville. År 2022 hade Mareuil-Caubert 828 invånare.

## Befolkningsutveckling
Antalet invånare i kommunen Mareuil-Caubert
| Referens: INSEE |